# Alchemilla sinuata
Alchemilla sinuata es una especie de planta del género Alchemilla, perteneciente a la familia Rosaceae.

## Taxonomía
Alchemilla sinuata fue descrita por Robert Buser en 1894.

## Distribución
Se encuentra en el territorio de Francia, Italia y Suiza.